# Pavel Misjtsjenko

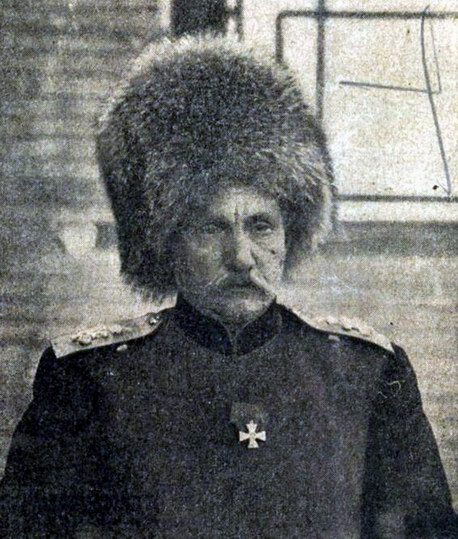
Pavel Misjtsjenko in 1905 als kozak

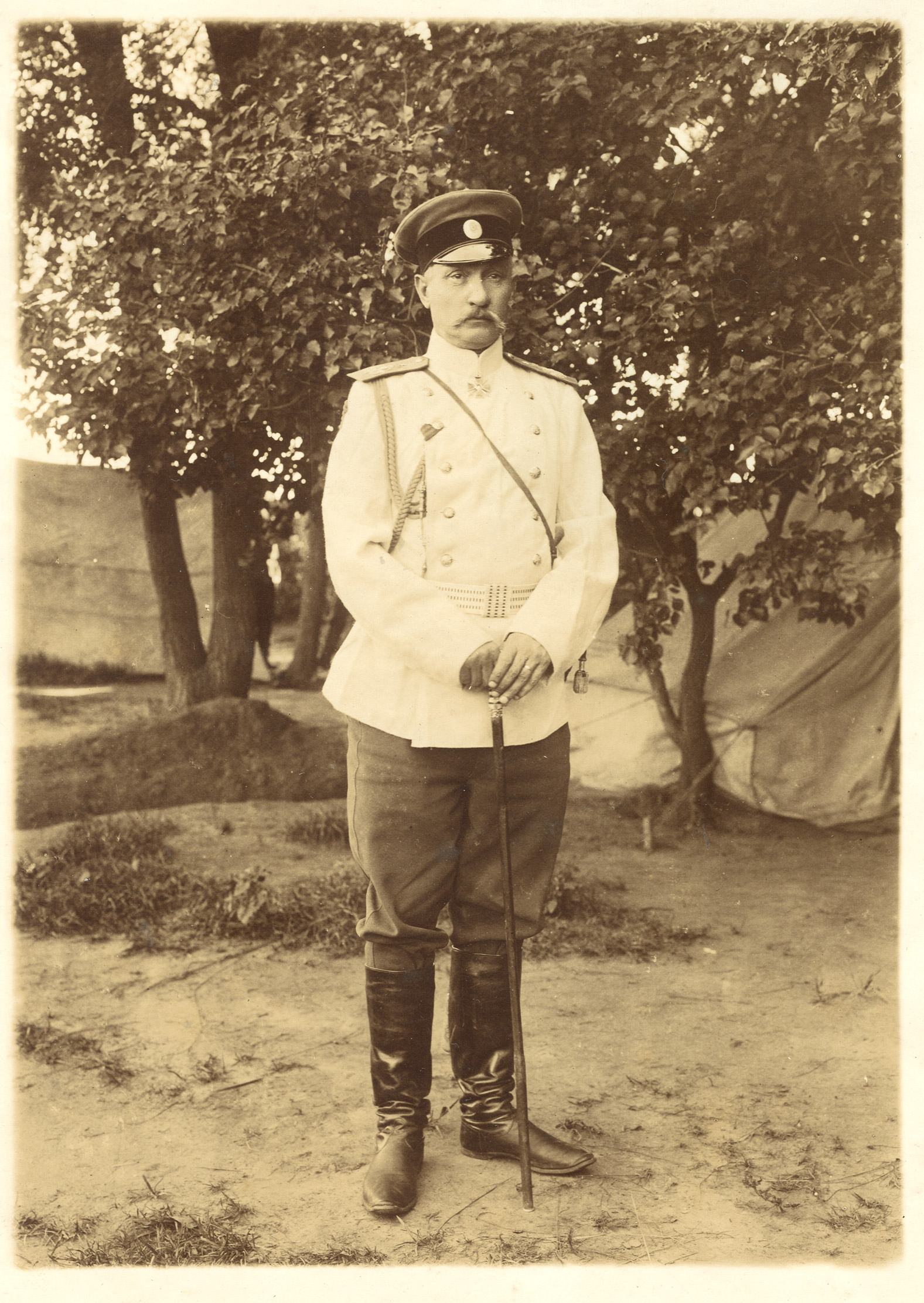
Pavel Ivanovitsj Misjtsjenko in 1910

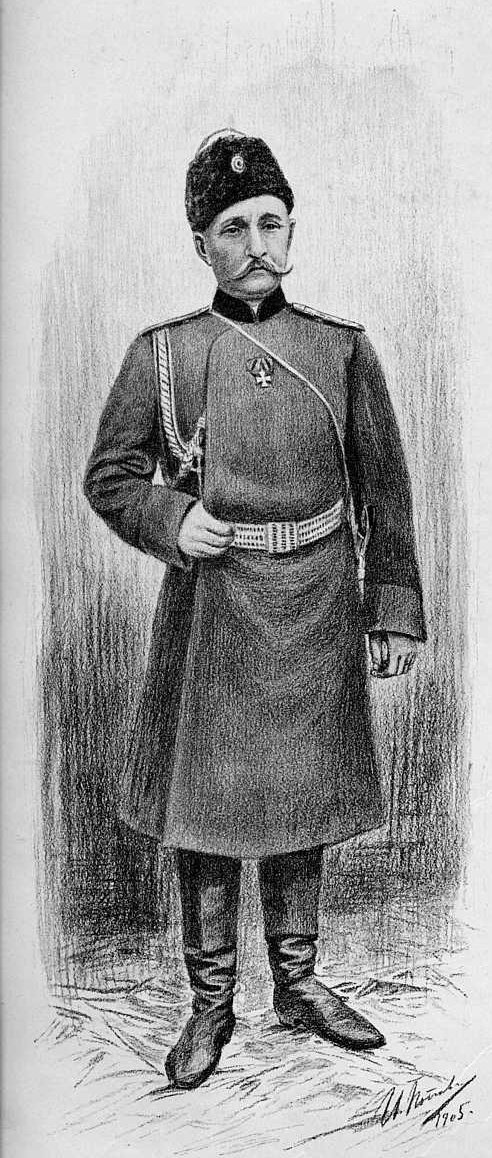
Pavel Misjtsjenko in 1905

Pavel Ivanovitsj Misjtsjenko  (Russisch: Павел Иванович Мищенко) (Boejnaksk, 22 januari 1853  - aldaar, 1918) was een Russisch generaal.

## Opleiding artillerie
Misjtsjenko studeerde in 1871 af aan de Militaire Academie Pavel als officier van de artillerie en hij nam dienst bij de 38e  artilleriebrigade.

## Eerste gevechten
Tijdens de Russische verovering van Centraal-Azië vocht hij in 1873 bij de verovering van het Kanaat Xiva. Van 1877 tot 1878 vocht hij in de Russisch-Turkse Oorlog en de verovering van Turkmenistan door generaal Michail Skobelev. Vanaf 1899 bezette Misjtsjenko mee Mantsjoerije als assistent veiligheidschef van de Trans-Mantsjoerische spoorlijn. Hij sloeg mee de bokseropstand neer. Hij werd bevorderd tot generaal-majoor en ontving de Orde van Sint George.

## Russisch-Japanse Oorlog
Vanaf 1903 voerde Misjtsjenko het bevel over de Baikal-Kozakken. In de Russisch-Japanse Oorlog van 1904-1905 vocht hij ermee in de Slag bij Shaho, de Slag bij Hsimucheng en de Slag bij Liaoyang. Voor de Slag bij Sandepu moest hij met zijn kozakken de spoorlijn aanvallen en tijdens de slag raakte hij gewond aan zijn been, waardoor hij de Slag bij Mukden miste.

## Eerste Wereldoorlog
Na de oorlog, van 2 mei 1908 tot 17 mei 1909 was Misjtsjenko bevelhebber van Turkestan. Hij was ook de hoofdman van de Semiretsje-Kozakken. In 1910 werd hij generaal van de artillerie. Van 1911 tot 1912 was hij de hoofdman van de Don-Kozakken. Bij uitbraak van de Eerste Wereldoorlog werd hij bevelhebber van het 2e Kaukasisch korps. Vanaf 1915 voerde hij het bevel over het 31e legerkorps op het Zuidwestelijk Front.

## Ontslagen en vermoord
Tijdens de februarirevolutie ontsloeg de nieuwe Russische Voorlopige Regering hem. Hij keerde terug naar zijn geboorteplaats in Dagestan, maar hij bleef zijn uniform en zijn onderscheidingen dragen. Na de oktoberrevolutie vermoordden de bolsjevieken hem in zijn huis.